# 科學化學症候群
《科學化學症候群》（カガクなヤツら）是日本漫畫家吉川英朗的青年漫畫作品，在《Champion RED Ichigo》（チャンピオンREDいちご）VOL.18 2010年3月號雜誌開始連載，單行本由秋田書店出版發售共6冊，中文單行本由台灣角川代理發售。

## 角色
聲優順序是廣播劇/OVA。
駒場遥希（CV：逢坂良太/間島淳司）
本作男主角。
緋月綾奈（CV：雪村とあ/高森奈津美）
遥希的青梅竹馬，出身化學世家。由於實驗意外導致和家中飼犬融合而出現獸耳和尾巴。積極拉攏遥希進入化學部。
身高160cm，三圍108（M）/59/99
久世愛莉（CV：青葉りんご/阿久津加菜）
遥希的青梅竹馬，出身科學世家。同樣也積極拉攏遥希進入科學部。
身高145cm，三圍70（A）/52/77
緋月透子（CV：かわしまりの/佐久間紅美）
綾奈的姊姊，透明人。
身高176cm，三圍97（I）/61/92
ユーフェミア（CV：宮沢ゆあな/無）
愛莉所製作的電子生命體。
渡源次郎
愛莉的祖父。
三鼎結唯
身高158cm，三圍78（C）/55/83
三鼎彩刃
身高167cm，三圍95（H）/60/98
三鼎紬
身高147cm，三圍88（F）/57/90
蔵谷

笹間（CV：香澄りょう/無）

## 單行本
| 冊數 | 秋田書店      | 秋田書店               | 台灣角川      | 台灣角川               |
| 冊數 | 發售日期      | ISBN                   | 發售日期      | ISBN                   |
| ---- | ------------- | ---------------------- | ------------- | ---------------------- |
| 1    | 2011年4月20日 | ISBN 978-4-25-323228-9 | 2014年1月9日  | ISBN 978-986-325-777-6 |
| 2    | 2012年1月20日 | ISBN 978-4-25-323229-6 | 2014年7月18日 | ISBN 978-986-366-070-5 |
| 3    | 2012年7月20日 | ISBN 978-4-25-323230-2 | 2015年1月10日 | ISBN 978-986-366-332-4 |
| 4    | 2013年2月20日 | ISBN 978-4-25-323586-0 | 2015年7月23日 | ISBN 978-986-366-645-5 |
| 5    | 2013年5月20日 | ISBN 978-4-25-323587-7 | 2016年1月20日 | ISBN 978-986-366-918-0 |
| 6    | 2014年2月20日 | ISBN 978-4-25-323588-4 | 2016年6月16日 | ISBN 978-986-473-139-8 |

## OVA
OVA是單行本第4卷預約限定版的贈品，將原作第5、6話動畫化。
工作人員
- 監督、分鏡：金子拓
- 原作：吉川英朗
- 企畫：伊藤純
- 劇本：高山克彥
- 角色設計、作畫監督：野崎将也
- 美術監督：海津利子
- 撮影監督：北村直樹
- 音響監督：明田川仁
- 音樂：吉田シゲロウ
- 製作人：小山芳弘、永井理
- 動畫制作：Hoods Entertainment
- 製作：

## 廣播劇
チャンピオンRED いちご VOL.30附贈廣播劇CD。

## 外部連結
- 秋田書店 （页面存档备份，存于）（日語）